# トマーシュ・プシクリル
トマーシュ・プシクリル（Tomáš Přikryl 、1992年7月4日 - ）は、チェコ・オロモウツ出身のサッカー選手。ポーランドのオードラ・オポーレ所属。ポジションは、ミッドフィールダー（ウイング）。

## タイトル
スパルタ・プラハ
- チェコ・ファーストリーグ: 2013-14[3]
- チェコ・カップ: 2013-14[3]
- チェコ・スーパーカップ: 2014[4]

ムラダー・ボレスラフ
- チェコ・カップ: 2015-16[3]

U-19チェコ代表
- UEFA U-19欧州選手権 準優勝: 2011[5]